# Бараташвили, Мария Гервасиевна
Мария Гервасиевна Бараташвили (მარიამ გერვასის ასული ბარათაშვილი; 8 (21) июля 1908 — 30 декабря 2008) — грузинская советская поэтесса и драматург.

## Биография
Родилась в селе Мереви ныне Чиатурского муниципалитета, Имеретия.. В 1945 году окончила филологический факультет Тбилисского университета.
С 1936 года занималась литературной деятельностью. Автор пьес «Моё Квивилети» (1959), «Высокая мечта», «Этажи», комедии «Марине» (по ней в 1954 году снят фильм «Стрекоза»), поэмы о детях «Нанули» (1941), нескольких сборников стихов для детей.

## Награды
- орден Чести (01.07.1996)[3]
- орден Трудового Красного Знамени (26.07.1978)
- орден «Знак Почёта» (17.04.1958)